# Filarmonica „Moldova” din Iași
Filarmonica de Stat „Moldova” din Iași este una din principalele filarmonici din România. Este compusă din orchestră, cor și numeroși soliști. Instituția a avut concertul inaugural la 9 octombrie 1942, sub bagheta lui George Enescu.

## Legături externe
- www.filarmonicais.ro - Sitte oficial
- Casa Balș la arhitectura-1906.ro